# NGC 937
NGC 937 is een balkspiraalstelsel in het sterrenbeeld Andromeda. Het hemelobject werd op 12 december 1884 ontdekt door de Franse astronoom Édouard Jean-Marie Stephan. 

## Synoniemen
- PGC 9480
- UGC 1961
- MCG 7-6-24
- ZWG 539.32